# 伊藤信博
伊藤 信博（いとう のぶひろ、1977年11月4日 - ）は、日本の元男子バレーボール選手。

## 来歴
静岡県浜松市出身。先生の勧誘で庄内中学1年よりバレーボールを始める。
下田南高校を卒業後、デンソーを経て、1999年に新日鐵（現在の堺ブレイザーズ）に入団した。
2002年に全日本代表に初選出され、2002年世界選手権に出場、翌2003年ワールドカップに出場した。
2010年1月21日の練習中に左足ジョーンズ骨折。全治12週間の怪我を負った。6月30日、現役引退を発表。
2010年より賢明学院に事務員として勤務し、賢明学院高校の監督をしていた。
2015年より帝塚山大学のバレーボール部監督をしていた。現在、浜松市内の中高一貫校で社会科教諭。

## 球歴
- 全日本代表 - 2002-2003年
  - 世界選手権 - 2002年
  - ワールドカップ - 2003年
  - ワールドリーグ - 2002年、2003年

## 受賞歴
- 2003年 - 第52回黒鷲旗全日本選手権大会 ベスト6
- 2009年 - Vリーグ栄誉賞[1]

## 所属チーム
- 下田南高校
- デンソー
- 堺ブレイザーズ（1999-2010年）